# Tenira
Tenira (în arabă تنيرة) este o comună din provincia Sidi Bel Abbès, Algeria.
Populația comunei este de 10.049 de locuitori (2008).